# Retinopatia diabetica
Con il termine di retinopatia diabetica si intende quella patologia oculare che si riscontra nella grande maggioranza nei soggetti affetti da diabete mellito, in particolare del tipo 1 (insulino-dipendente). La possibilità di sviluppare danni alla retina e alle altre strutture oculari è circa venti volte maggiore nei soggetti affetti dalla patologia.

## Epidemiologia
Colpisce più spesso soggetti diabetici tra i 25 e i 60 anni e non si manifesta in genere nel primo periodo diabetico; ma le possibilità di insorgenza della patologia aumentano in maniera esponenziale quando si è contratta la malattia da almeno dieci anni.

## Eziopatogenesi
I diabetici soffrono di danni alle pareti dei vasi sanguigni, in particolare del microcircolo di vari organi (principalmente rene, cuore, cervello e occhi). Questo danno comporta la mancanza di adeguato apporto sanguigno (e, quindi, di ossigeno) ad alcune zone della retina che, di conseguenza, tendono a morire (diventano ischemiche); prima che questo avvenga rilasciano un fattore di crescita di nuovi vasi che, proliferando in modo incontrollato, danneggiano il tessuto retinico stesso.
La retinopatia diabetica può essere distinta, sulla base della presenza o meno di vasi neoformati, nella forma proliferativa (considerata più grave) e una forma non proliferativa. La prima è caratterizzata dalla presenza di un'intensa proliferazione vascolare, con vasi estremamente fragili (che quindi molto spesso tendono alla rottura provocando danni retinici): i sintomi della retinopatia diabetica sono, in generale, di alterata visione (riduzione del visus fino all'ipovisione o alla cecità), mentre la forma non proliferativa non presenta questa proliferazione di nuovi vasi, ma solamente microaneurismi (che interessano sia i piccoli vasi retinici ma anche vasi di calibro maggiore) e talvolta presenza di essudati (con depositi proteici, lipidici e glucidici che anche loro tendono a peggiorare la visione). Tuttavia si può dare il caso che la forma meno grave (non proliferativa) possa degenerare in quella proliferativa.

## Terapia
L'alterata visione e addirittura la cecità da emorragia massiva sono affezioni che possono venir risolte sia con il costante controllo e mantenimento del livello glicemico (che è causa della patologia), sia nei casi più gravi, l'utilizzo di tecniche oftalmiche come l'impiego del laser a livello retinico.